# 花澤大介
花澤 大介（はなざわ だいすけ、1976年2月20日 - ）は、日本の男性総合格闘家。兵庫県出身。WILD SEASAR 沖縄所属。

## 来歴
ブラジリアン柔術やレスリング、キックボクシングを学び、26歳から総合格闘技道場コブラ会で総合格闘技を始めた。
2003年5月18日、プロデビュー戦となったパンクラスで大石幸史と対戦し、0-3の判定負けを喫した。
デビュー戦のリングネームは本名の花澤大介であったが、2戦目からリングネームをゴルゴ13にあやかり花澤大介13に変更した。
2005年11月5日、MFC 5でエディ・アルバレスと対戦し、TKO負け。
2007年8月11日、Freestyle Combat Challenge 29でジェラルド・マーシャートと対戦し、チキンウィングアームロックで一本勝ち。
2008年12月7日、PANCRASE 2008 SHINING TOURでマキシモ・ブランコと対戦し、肩固めで一本勝ち。
2009年2月1日、ライト級キング・オブ・パンクラスタイトルマッチで王者井上克也に挑戦し、0-3の判定負けを喫し王座獲得に失敗した。
2010年1月30日、沖縄で開催されたKing of the Cageでトビー・イマダと対戦し、右ストレートでTKO負け。当初出場予定であったストラッサー起一に代わっての出場となった。
KOTC出場後、コブラ会を離脱しフリーランスとなり、拠点を沖縄に移した。
2010年9月5日、パンクラスでエリヤと対戦し、アームロックで一本勝ちを収めた。リングネームを花澤大介に再変更した。
2011年5月3日、PANCRASE 2011 IMPRESSIVE TOURのライト級キング・オブ・パンクラス決定戦で大石幸史と対戦し、判定負けを喫し王座獲得に失敗した。
2012年1月22日、RINGS - BATTLE GENESISで小谷直之と対戦しTKO負け。
現在は、沖縄県うるま市にて総合格闘技・フィットネスstudio Willを経営し、指導を行っている。

## 人物・エピソード
- 妹の花澤直も格闘家。
- 格闘技のトレーニングの一環としてロードバイクを取り入れ、現在でもロードバイクが趣味で市民レースに参加している。

## 戦績

### プロ総合格闘技
| 総合格闘技 戦績 | 総合格闘技 戦績 | 総合格闘技 戦績 | 総合格闘技 戦績 | 総合格闘技 戦績 | 総合格闘技 戦績 | 総合格闘技 戦績 |
| --------------- | --------------- | --------------- | --------------- | --------------- | --------------- | --------------- |
| 37 試合         | (T)KO           | 一本            | 判定            | その他          | 引き分け        | 無効試合        |
| 17 勝           | 1               | 11              | 5               | 0               | 5               | 0               |
| 14 敗           | 4               | 1               | 9               | 0               | 5               | 0               |

| 勝敗 | 対戦相手                 | 試合結果                           | 大会名                                                                             | 開催年月日     |
| ×    | 小谷直之                 | 2R 4:03 TKO（パウンド）            | RINGS - BATTLE GENESIS Vol.9                                                       | 2012年1月22日  |
| ×    | 久米鷹介                 | 3R 4:01 チョークスリーパー         | PANCRASE 2011 IMPRESSIVE TOUR                                                      | 2011年11月27日 |
| ○    | 山岡恭平                 | 1R 3:11 肩固め                     | 激突チャレンジ 2011                                                                | 2011年6月12日  |
| ×    | 大石幸史                 | 5分3R終了 判定0-3                  | PANCRASE 2011 IMPRESSIVE TOUR 【ライト級キング・オブ・パンクラス タイトルマッチ 】 | 2011年5月3日   |
| ○    | 網潤太郎                 | 1R 3:43 肩固め                     | PANCRASE 2010 PASSION TOUR                                                         | 2010年12月19日 |
| ○    | ハン・スーファン         | 1R 2:54 チョークスリーパー         | ROAD FC 1: The Resurrection of Champions                                           | 2010年10月23日 |
| ○    | エリヤ                   | 2R 1:55 アームロック               | PANCRASE 2010 PASSION TOUR                                                         | 2010年9月5日   |
| ×    | トビー・イマダ           | 2R 0:29 TKO（右ストレート）        | King of the Cage in 沖縄 2010 登竜門                                               | 2010年1月30日  |
| ○    | 中村晃司                 | 2R 1:27 肩固め                     | PANCRASE 2009 CHANGING TOUR                                                        | 2009年11月8日  |
| ○    | 井野将之                 | 1R TKO（バックマウントパンチ）     | 強者 second vol.7                                                                  | 2009年8月22日  |
| ×    | ソ・ドゥウォン           | 5分2R終了 判定0-3                  | Neo Fight 12                                                                       | 2009年6月4日   |
| ○    | 梅園文平                 | 1R 4:29 肩固め                     | POWER GATE: Octave                                                                 | 2009年4月19日  |
| ×    | 井上克也                 | 5分3R終了 判定0-3                  | PANCRASE 2009 CHANGING TOUR 【ライト級キング・オブ・パンクラス タイトルマッチ】    | 2009年2月1日   |
| ○    | マキシモ・ブランコ       | 2R 2:19 肩固め                     | PANCRASE 2008 SHINING TOUR                                                         | 2008年12月7日  |
| ○    | レアンドロ・クサノ       | 1R 3:52 肩固め                     | PANCRASE 2008 SHINING TOUR                                                         | 2008年9月7日   |
| ○    | 花井岳文                 | 5分2R終了 判定3-0                  | PANCRASE 2008 SHINING TOUR                                                         | 2008年5月25日  |
| △    | 高橋渉                   | 5分2R終了 判定0-1                  | PANCRASE 2008 SHINING TOUR                                                         | 2008年1月30日  |
| ○    | 鬼頭潤                   | 1R終了時 負傷判定3-0               | POWER GATE: Evolution in Zepp Osaka                                                | 2007年10月28日 |
| ×    | ライアン・ストニッシュ   | 5分3R終了 判定0-3                  | Bourbon Street Brawl 5                                                             | 2007年9月26日  |
| ○    | デニス・アンダーソン     | 1R 2:46 チョークスリーパー         | Freestyle Combat Challenge 30                                                      | 2007年9月1日   |
| ○    | ジェラルド・マーシャート | 1R 2:23 チキンウィングアームロック | Freestyle Combat Challenge 29                                                      | 2007年8月11日  |
| ○    | アニマル                 | 2R 3:03 ギブアップ（パウンド）     | PANCRASE 2007 RISING TOUR                                                          | 2007年2月4日   |
| ○    | TOSHI                    | 2R 3:38 チョークスリーパー         | MARS ATTACK 01                                                                     | 2006年7月21日  |
| △    | 久松勇二                 | 5分3R終了 判定1-0                  | PANCRASE 2006 BLOW TOUR                                                            | 2006年6月6日   |
| ×    | 佐藤光留                 | 2R 2:01 アンクルホールド           | PANCRASE 2006 BLOW TOUR                                                            | 2006年3月19日  |
| ×    | 井上克也                 | 5分3R終了 判定0-2                  | D.O.G IV                                                                           | 2005年12月11日 |
| ×    | エディ・アルバレス       | 1R 4:00 TKO（パウンド）            | MFC5 - Euphoria: USA vs. Japan                                                     | 2005年11月5日  |
| ×    | 大石幸史                 | 3R 0:31 KO（サッカーボールキック） | PANCRASE 2005 SPIRAL TOUR                                                          | 2005年4月10日  |
| ×    | リッチ・クレメンティ     | 5分3R終了 判定0-3                  | MFC3 - Euphoria: USA vs. World                                                     | 2005年2月26日  |
| ○    | 渋谷修身                 | 5分2R終了 判定3-0                  | PANCRASE 2004 BRAVE TOUR                                                           | 2004年11月26日 |
| ○    | ザ・グレート浪花         | 5分2R終了 判定3-0                  | PANCRASE 2004 BRAVE TOUR                                                           | 2004年8月22日  |
| ○    | 濱村健                   | 5分2R終了 判定3-0                  | DEEP 14th IMPACT in OSAKA                                                          | 2004年4月18日  |
| △    | 宮田卓郎                 | 5分2R終了 判定0-0                  | PANCRASE 2004 BRAVE TOUR                                                           | 2004年2月15日  |
| △    | アライケンジ             | 5分2R終了 判定1-0                  | PANCRASE 2003 HYBRID TOUR                                                          | 2003年12月21日 |
| △    | マルセイロ・シゲオ・小林 | 5分2R終了 時間切れ                 | club DEEP 5th in デルフィンアリーナ                                                | 2003年12月7日  |
| ×    | 伊藤崇文                 | 5分2R終了 判定0-2                  | PANCRASE 2003 HYBRID TOUR                                                          | 2003年10月4日  |
| ×    | 関直喜                   | 5分2R終了 判定0-3                  | PANCRASE 2003 HYBRID TOUR 【ネオブラッド・トーナメント ウェルター級 1回戦】        | 2003年7月27日  |

### アマチュア総合格闘技
| 勝敗 | 対戦相手 | 試合結果                          | 大会名                                         | 開催年月日    |
| ○    | 上畑哲夫 | 1R 1:39 TKO（スリーパーホールド） | PANCRASE 2003 HYBRID TOUR 【パンクラスゲート】 | 2003年2月16日 |
| ×    | 平石寿樹 | 4分1R終了 判定21-26               | 全日本アマチュア修斗選手権 【ミドル級 1回戦】  | 2001年9月24日 |

### 柔術＆グラップリング
| 勝敗 | 対戦相手                     | 試合結果       | 大会名 | 開催年月日     |
| ○    | キンタ                       | 7分 P:3-0      | プロ柔術関西 大阪夏の陣                                                                                         | 2005年6月11日  |
| ○    | フェルナンド・ヴァレイヴェン | バックチョーク | グラップリングツアー"2008第一弾大会 初陣-UIJIN-" 【グランドプラザカップ・プロフェッショナルトーナメント1回戦】  | 2008年4月6日   |
| ×    | マルコス・ソウザ             | 8分 P:6-2      | グラップリングツアー"2008第一弾大会 初陣-UIJIN-" 【グランドプラザカップ・プロフェッショナルトーナメント決勝戦】 | 2008年4月6日   |
| ×    | ルーカス・タニ               | 膝十字         | 第1回 中部 NO-Giオープン 【アダルト エキスパートアブソルート級決勝戦】                                          | 2008年10月19日 |

### グラップリングタッグマッチ
| 勝敗 | 対戦相手                             | 試合結果                   | 大会名                                        | 開催年月日     |
| △    | 吾妻 エメルソン                      | 10分3本マッチ終了 時間切れ | プロ修斗 Theパラエストラ沖縄主催興行 沖縄大会 | 2022年4月17日  |
| △    | BJ&浦崎孝俊 （パートナー：砂辺光久） | マッチ終了 ドロー          | DEEP OKINAWA IMPACT 2022                      | 2022年10月30日 |
| ○    | ハシャーンフヒト                     | 5分2Rマッチ終了 判定勝ち   | GLADIATORO21 大阪大会                         | 2023年3月26日  |